# 岡田真奈美
岡田 真奈美（おかだ まなみ、1980年9月2日 - ）は、環境メディアフォーラムLLPの代表。ロハスナビゲーター、環境ナビゲーター、気象キャスター、食育インストラクターであり、ラジオ出演、紙面コラムの連載、数々の講演活動を通して、環境や健康情報を伝える放送文化人である。
環境省チャレンジ25のメッセンジャーとして、当時の環境大臣（小沢鋭仁）に任命された一人である。狩猟と環境を考える円卓会議の議員でもある。
愛称『まなみん』と呼ばれており、かつて出演していた日本テレビ恋のから騒ぎでは、明石家さんまに『東大』というあだ名を付けられた。2011年に結婚。松本真奈美になる。天気と恋愛の親和性を解析し、『告白指数』を開発した第一人者である。

## 経歴・人物
- 東京学芸大学生物科卒業
- 東京大学大学院医学系研究科医科学専攻修了
- 東京大学大学院医学系研究科病因・病理学専攻博士課程退学

小学校教諭・幼稚園教諭免許状を所持している。

## 現在の出演番組

### ラジオ
- GREEN STATION（毎週土曜 10:00-12:00、interFM）
- ヨコハマろはす（毎週木曜 9:00-11:30、ラジオ日本）
- Rainbow Earth（毎週日曜 12:00-13:00、レインボータウンFM）

## 新聞
- 岡田真奈美のお天気保健室（毎週木曜 健康面、夕刊フジ）

## 雑誌
- REAL（日経BP社）

## WEB
- コメコラム（FOOD ACTION NIPPON）

### 講演・講師
- Panasonic キッズスクール 講師

## 過去の出演

### テレビ
- 恋のから騒ぎ（11期生レギュラー出演、NTV）

### ラジオ
- いってらっしゃ～い（気象キャスター、ラジオ日本）
- 立川こしらのガッテンこしラジオ（気象キャスター、情報キャスター、ラジオ日本）

### 講演・講師・司会
- こども うちエコ！応援団 講師
- 子供低炭素社会づくりサミット 講師
- 財団法人気象業務支援センター気象カレッジ 紫外線講師
- 東京法科学院専門学校 生気象学 講師
- 東京都台東区環境学習入門講座 講師
- 横浜南部市場食育トークショー ゲスト講師
- 日本ロマンチスト協会 第1回ジャガチュー 司会
- 日本ロマンチスト協会 第2回ジャガチュー 司会
- ベースボールクリスマス2008 in横浜 環境オブザーバー
- 横浜エコカーワールド2010 エコドライブトークショー
- はじめよう環境に優しい交通行動 司会
- 東京都エコドライビングコンテスト　司会
- 熱中症予防 声かけプロジェクト キックオフミーティング　司会